# Комодо
Комодо (инд. Pulau Komodo) једно је од 17.508 острва Индонезије. Најпознатије је као природно станиште једног од највећих гуштера на планети комодског змаја и бројних других ендемских врста. Острво је део малосундског архипелага и Националног парка Комодо. Иако је острво вулканског порекла, на њему нема активних вулкана, иако су лакши земљотреси честа појава. Површина острва износи 390 км². Број становника је у благом порасту - 1928. године на острву је живело тридесетак становника, а данас их има око 2.000.
Сува клима са високим температурама и слабим падавинама преовлађује осам месеци у години, док остатак године карактеришу монсунске кише. Температуре се крећу између 17°C и 34°C. Просечна влажност износи 36%. Од новембра до марта дува западни вјетар, који формира велике таласе дуж читаве западне обале, а од априла до октобра сув ветар, који формира велике таласе на јужној страни острва.
Сува клима условила је сиромашну вегетацију, углавном ксерофилног типа.